# Robert Joseph Cenker
Robert Joseph Cenker dr. (Uniontown, Pennsylvania, 1948. november 5.–) amerikai villamosmérnök, űrhajós.

## Életpálya
1970-ben a Pennsylvania State University keretében repülőmérnöki oklevelet szerzett. Ugyanott 1973-ban doktori fokozatot kapott. 1977-ben a Rutgers Egyetem villamosmérnöki diplomát kapott. A Radio Corporation of America (RCA) vállalt villamosmérnök specialistája, a Satcom K1 üzembe helyezésének felelőse.
1985. május 8-tól a Lyndon B. Johnson Űrközpontban részesült űrhajóskiképzésben. Egy űrszolgálata alatt összesen 6 napot, 2 órát, 3 percet és 51 másodpercet töltött a világűrben. Űrhajós pályafutását 1986. január 18-án fejezte be. A NASA megbízásából  különböző cégek között szaktanácsadó űrrepülőgép tervezés, építés és repülési műveletek témakörében. A Satcom és további (Intelsat, Telstar) telekommunikációs műholdak tesztelésének, pályára állításának felelős mérnöke.

## Űrrepülések
STS–61–C, a Columbia űrrepülőgép 7. repülésének rakományfelelőse. Egy műholdat állítottak pályairányba. Egy űrszolgálata alatt összesen 6 napot, 2 órát, 3 percet és 51 másodpercet töltött a világűrben. 4 069 481 kilométert (2 528 658 mérföldet) repült, 98 alkalommal kerülte meg a Földet.